# Rosiana Coleners
Rosiana Coleners [roziána kóleners], južnonizozemska pesnica, * Dendermonde, v današnji Belgiji, okoli 1500, † Dendermonde, 1560 ali po 1571.
Ohranila se je le ena njena pesem; to je kasneje natisnil Lucas de Heere, pesnik in politik iz flamskega mesta Antwerpen. De Heere in pesnica Ana Bijns sta bila njena najtesnejša prijatelja. Obstoj drugih Colenersinih del je znano iz izročila pesniškega kroga iz njenega rojstnega mesta Dendermonde, čeprav vsebine le-teh ne poznamo. Rosiana Coleners verjetno ni znala niti pisati niti brati, tako da je svoje pesmi narekovala.